# Kerenite
Kerenite (bułg. Керените) – wieś w środkowej Bułgarii, w obwodzie Gabrowo, w gminie Trjawna. Miejscowość jest niezamieszkana.